# Lorraine-Dietrich
Лорен-Дитрих (фр. Lorraine-Dietrich) — французская компания, специализировавшаяся на выпуске автомобилей и авиационных двигателей с 1896 по 1935 год. Была создана на базе компании по производству железнодорожных локомотивов Société Lorraine des Anciens Etablissements de Dietrich and Cie, более известной как «Дитрих и Ко.» фр. De Dietrich et Cie, основанной в 1884 году Жаном де Дитрихом, перепрофилированное на более прибыльное производство автомобилей.

## История
В 1896 году директор завода в Люневиле, барон Адриен Фердинанд де Туркхейм (фр.), купил права на производство автомобилей конструкции Amédée Bollée (фр.). Модель имела горизонтальный сдвоенный двигатель со скользящими (слайдовыми) передачами и ременным приводом, откидной верх, три ацетиленовых фары и лобовое стекло для защиты от ветра, что было очень необычно для того времени. Некоторое время компания использовала двигатели от Bollée, но изготовлением всего автомобиля De Dietrich занималась самостоятельно.

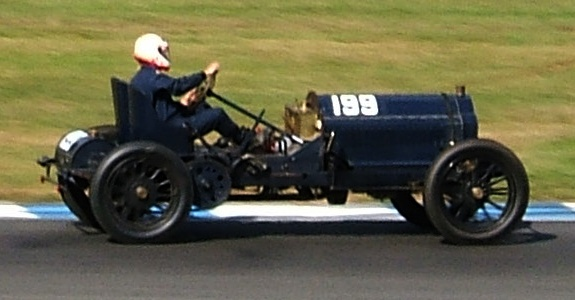
гоночный болид Lorraine-Dietrich CR2 1905 г.

В 1898 году De Dietrich дебютировал на международном соревновании Париж — Амстердам с автомобилем Torpilleur (Торпедо), имевшим четырёхцилиндровый двигатель и независимую переднюю подвеску. Автомобиль был поврежден в пути, но все же занял третье место. Приз был не малым, более одного миллиона золотых франков. В 1899 году Torpilleur был менее успешным, несмотря на подвесное шасси и четырёхцилиндровый моноблок со сдвоенным карбюратором, плохая подготовка не оставила шансов закончить гонку Тур де Франс.
Разработки Bollée были вытеснены в Нидербронн-ле-Бене (фр.) аналогичными от бельгийской компании Vivinus (фр.) (модели voiturette, фр.), а в Люневиле — от марсельской компании Turcat-Méry, что помогло в 1901 году выйти из тяжелого финансового положения.
В 1902 году De Dietrich нанял 21-летнего Этторе Бугатти, разрабатывавшего автомобили, которые занимали призовые места в 1899 и 1901 годах, и четырёхцилиндрового двигателя с верхним расположением клапанов на 24 л.с. (18 кВт) и четырёхступенчатой трансмиссией, пришедшего на смену Vivinus. Он также создал 30/35 в 1903 году, перед тем как перешёл к Mathis в 1904 году.
В том же году руководство в Нидербронне отказалось от производства автомобилей, в результате чего оно полностью переместилось к Люневиль, вместе с тем с рынком Эльзаса продается компания Turcat-Méry, продукция которой выходила под маркой «Дитрих». Во избежание выпуска продукции с одним и тем же логотипом руководство Люневиль добавило на решетку радиатора крест Лотарингии. Однако, кроме этого знака, автомобили мало чем отличались вплоть до 1911 года. Тем не менее, Lorraine-Dietrich была престижной маркой, наряду с Crossley Motors и Itala, руководство даже пыталось занять позицию в классе «супер-люкс», выпустив на рынок в 1905 и 1908 годах мелкосерийные шестиколесные лимузины (limousines de voyage) стоимостью ₤ 4000 (20 000 долларов США).
Так же, как и Napiers (англ.) и Mercedes, репутация Lorraine-Dietrich была построена на участии в гонках, прежде всего пилота Чарльза Джаротта (англ.), занявшего третье место в 1903 году на ралли Париж — Мадрид и 1-2-3 места в 1906 году на ралли Circuit des Ardennes (фр.), победителем которого стал Артур Дюре (фр.).
В 1907 году De Dietrich купила фирму Isotta-Fraschini, выпустив две модели с двигателем с одним распределительным валом и клапанами в головке конструкции Isotta-Fraschini, в том числе двигатель на 10 л.с. (7,5 кВт), который, как утверждают, был разработан Бугатти. В том же году Lorraine-Dietrich поглощает Ariel Mors Limited в Бирмингеме, с единственной британской моделью двигателя, мощностью 20 л.с. (15 кВт), выставленной на Olympia Motor Show в 1908 году, предложенной для открытого шасси кабриолетов Salmons & Sons (англ.) и Mulliner (англ.). Британское отделение не имело успеха, существовало около года.
На 1908 год De Dietrich представляет линию класса «touring» с цепным приводом на четырёхцилиндровых 18/28 л.с., 28/38 л.с., 40/45 л.с., а 60/80 л.с., по цене от ₤ 550 до ₤ 960 и шестицилиндровых 70/80 л.с. по ₤ 1040. Британская версия отличалась наличием карданного вала. В том же году название автомобильных и авиационных двигателей было изменено на Lorraine-Dietrich.

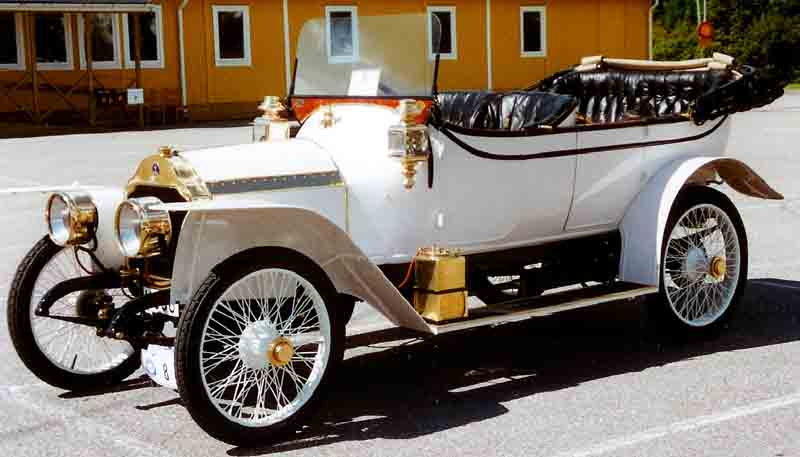
HP Torpedo 1912

К 1914 году все De Dietrich уже были с приводом от карданного вала, от моделей 12/16, 18/20, 20/30 класса «touring» и до спортивного четырёхцилиндрового 40/75 (по образу Mercer (англ.) или Stutz (англ.)), все были собраны в Аржантёе, под Парижем, который стал штаб-квартирой компании в послевоенный период.

## После Первой мировой войны
После Первой мировой войны и присоединения Лотарингии к Франции компания возобновила производство автомобилей и авиационных двигателей. Их 12-цилиндровые авиационные двигатели были использованы в том числе фирмами Breguet, IAR и Aero.
В 1919 году новый технический директор Marius Barbarou (преемник Делоне-Бельвиль) представил новую модель с двумя вариантами колесной базы (короткая и удлиненная), A1-6 и B2-6, к которым три года спустя присоединилась B3-6. Был использован тот же 15 CV (11 кВт) 3445 см³ с шестью цилиндрами и верхним расположением клапанов, полусферической головкой блока цилиндров, алюминиевыми поршнями, и четырьмя подшипниками коленчатого вала.
Нацеленность на то, чтобы «показать лучший результат», привела к созданию в 1924 году 15 Спорт, с двумя системами смесеобразования, увеличенными клапанами, и Dewandre-Reprusseau сервоприводом тормозной системы на все четыре колеса (это в то время, когда тормоза любой конструкции на все четыре колеса были редкостью), который был сопоставим с 3-литровым Bentley, причём 15 Спорт обошёл его в 1925 году, выиграв Ле-Ман, а в 1926 году Роберт Блох и Андре Россиньоль (фр.) выиграли, показав среднюю скорость 106 км/ч (66 миль/ч). Lorraine-Dietrich, таким образом, стала первой маркой, выигравшей Ле-Ман дважды, и первой, победившей в течение двух лет подряд.
Это способствовало популярности универсала 15s.
К 15 CV до временем добавились 2297 см³ 12 CV (10 кВт) четырёх- (до 1929) и 6107 см³ 30 CV (20 кВт) шестицилиндровые (до 1927), в то время как 15 CV сохранился вплоть до 1932 года; 15 CV Спорт уступил первенство в 1930 году и провёл свою последнюю гонку в 1931 году Ралли Монте-Карло, когда Donald Healey на Invicta обошёл шедшего нос в нос Жан-Пьера Wimille на одну десятую секунды.

## Смена имени
Семья De Dietrich в 1928 году продала свою долю в компании, ставшей после этого просто Lorraine.

## Окончание производства автомобилей
15 CV пришёл на смену 4086 см³ 20 CV (15 кВт), который был выпущен в количестве лишь нескольких сотен. Производство автомобилей стало невыгодно, и после провала модели 20 CV концерн прекратил производство автомобилей в 1935 году.
В 1930 году De Dietrich был поглощен авиационной Societe Generale, и завод в Аржантей был преобразован в создание авиационных двигателей и шестиколёсных грузовиков по лицензии Tatra. К 1935 году Lorraine-Dietrich ушёл из автомобильной промышленности. Во время Второй мировой войны Lorraine сосредоточилась на производстве военных транспортных средств, таких, как бронетранспортёры Lorraine 37L.
Завод Lunéville вернулся к производству железнодорожных локомотивов. По состоянию на 2007 год он по-прежнему работает под маркой De Dietrich Ferroviaire.

## Победы Lorraine-Dietrich в соревнованиях
Adrien de Turckheim занимал призовые места между 1896 и 1905 годами на многих гонках в Европе. Например, его победа в 1900 в Страсбурге.
Lorraine участвовала в нескольких автогонках и выиграла несколько трофеев, среди которых:
- 1903 — Париж — Мадрид: победа Fernand Gabriel.
- 1907 — Москва — Санкт-Петербург: победа Duray. Француз А. Дюре выиграл на «Лорен-Дитрихе» с 13-литровым 60-сильным мотором.
- 1912 — Grand Prix de Dieppe: победа Hémery и установлены рекорды 3 и 6 часов 152,593 и 138,984 км/ч.
- 1924 — 24 часа Ле-Мана: экипаж Henri Stoffel-Édouard Brisson — 2-е место, экипаж Gérard de Courcelles-André Rossignol — 3-е место.
- 1925 — 24 часа Ле-Мана: экипаж Gérard de Courcelles-André Rossignol выигрывает гонку, а экипаж de Stalter-Édouard Brisson — 3-е место.
- 1926 — 24 часа Ле-Мана: Lorraine-Dietrich B3-6 — 3 первых места и рекорд 106,350 км/ч.

## Авиадвигатели

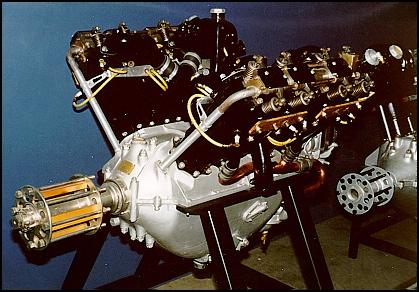
Авиадвигатель Lorraine-Dietrich 8Be

Будучи втянутым в финансовую аферу с компанией SGA, Лорен-Дитрих объявила о банкротстве и в 1934 году выставила на торги завод в Аржантёе. Его некоторое время пытались выкупить Анри Поте и Марсель Блох, но безуспешно. Именно нестабильность компании привела к тому, что в ходе проводимой Народным фронтом политики укрупнения авиапредприятий, завод был национализирован; другие же моторостроительные фабрики остались в частных руках.
Под названием SNCM (Société Nationale de Construction de moteurs) он проработал до 1940 года, управляемый инженером Клодом Бонье; руководителем КБ стал пришедший из автомобильной компании Delage Альбер Лори. В 1938 году компания вошла в состав Гном-Рон, в июне 1940 года завод реквизирован и, вплоть до освобождения выпускает авиадвигатели для Германии. После освобождения передан компании SNECMA, вынужденной продать некоторые свои предприятия, в том числе и это, фирмам Potez и Dassault.
- Lorraine AM-6 Type Aviation Militaire
- Lorraine 8B 1917;
- Lorraine 9N Algol 1927;
- Lorraine 12D
- Lorraine 12E Courlis 1927;
- Lorraine-Dietrich 12Eb и Ebr выпущено более 6000 и около 2000 по лицензии
- Lorraine 12H Pétrel (1932);
- Lorraine 14A
- Lorraine P5
- Lorraine Mizar (звездообразный, 7-цилиндровый, 230 л.с.), 1928;
- Lorraine-Latécoère 8B
- Lorraine Sirius
- Lorraine Eider 1930;
- Lorraine Sterna 1936;

## В художественной литературе
- Адам Козлевич в известном романе Ильфа и Петрова «Золотой телёнок» называет свой автомобиль «Лорен-Дитрихом», хотя упомянутые в романе технические детали заставляют в этом сомневаться[1].